# Hünkar (ресторан)
Hünkar (тур. Hünkar Lokantası) — ресторан в Стамбуле (Турция), основанный в 1950 году в Фатихе и переехавший в 2000 году в квартал Нишанташи района Шишли, престижном жилом и торговом районе. В то же время его филиал также в другом престижном стамбульском квартале Этилер.

## История
Рестораны Hünkar принадлежат и управляются рестораторами Талипом Угюму и его тремя сыновьями: Феридуном, Галипом и Фаруком, в то же время его внуки также вовлечены в этот бизнес, таким образом появилось уже четвёртое поколение династии шеф-поваров. Их дед работал шеф-поваром при выдающемся военном и политическом деятеле Кязыме Карабекире (1882—1948). Основатель ресторана, отец Талипа, начинал свою карьеру в возрасте восьми лет в Эрзуруме, работая посудомойщиком в ресторане «Seher». Через три года он стал кухонным работником, а в 15 лет — поваром. Его вдохновляло разнообразие османской кухни, особо проявлявшее себя в Стамбуле, о котором он слышал из рассказов путешествующих торговцев. В 1950 году он решил отправиться в Стамбул, где работал поваром в известных ресторанах Сиркеджи, тогдашнего популярного ресторанного района города.
Получив достаточные знания об османско-турецкой кулинарии Талип Угюми открыл свое собственное заведение всего на 4-5 столиков вблизи колонны Маркиана в районе Фатих в 1950 году, когда ему было всего 17 лет. Названный османско-турецким словом Hünkar, обозначающим суверена или султан, ресторан специализировался на традиционной османско-турецкой кухне.
По прошествии двух успешных лет ему пришлось закрыть свой ресторана из-за необходимости пройти обязательную военную службу. Затем интерес к черноморской кухне привёл его в Самсун и Трабзон. В 1965 году Талип Угюми вернулся в Стамбул и снова открыл свой ресторан «Hünkar» в Фатихе.
В 1998 открылся филиал «Hünkar» в стамбульском районе Этилер, руководимый его сыном Фаруком. Ресторан в Фатихе в 2000 году переехал в квартал Нишанташи, где им заведует два его других сына, Феридун и Галип.

## Кухня
Фирменным блюдом ресторана служит «Hünkar beğendi» (буквально: восхищённый султаном), традиционное блюдо, приготовляемое из хрустящего мяса барашка на слое пюре из баклажанов. Другим таким блюдом является «Ayvalı yahni» (буквально: тушёное мясо с айвой), которое готовится ежедневно в зимние месяцы.
Считается одним из лучших ресторанов изысканной турецкой кухни в Турции. В 2007 году он занял 99-е место в списке 100 лучших ресторанов мира британского журнала «Restaurant».